# 10550 Malmo
A 10550 Malmo (ideiglenes jelöléssel 1992 RK7) a Naprendszer kisbolygóövében található aszteroida. Eric Walter Elst fedezte fel.